# Dworzec autobusowy w Olsztynie
Dworzec autobusowy im. Jedenastki Orłów Kazimierza Górskiego w Olsztynie – dworzec dla autobusów lokalnych i dalekobieżnych wchodzący w skład kompleksu dworcowego (wraz z dworcem kolejowym Olsztyn Główny) i znajdujący się w Olsztynie przy placu Konstytucji 3 Maja nazwa ny cześć Orłów Górskiego.

## Historia
Dworzec został oddany do użytku w latach siedemdziesiątych XX w.; po raz pierwszy w Polsce zastosowano integrację z dworcem kolejowym. W r. 2011 firma Retail Provider odkupiła większościowe udziały od skarbu państwa, stając się właścicielem obiektu. Inwestor zdecydował się w miejscu dworca autobusowego wybudować galerię handlową pełniącą również funkcję dworca.